# حزقيال مانويل كوبو
حزقيال مانويل كوبو (بالإسبانية: Juan Manuel Cobo Gálvez)‏ هو لاعب كرة قدم أرجنتيني، ولد في 26 نوفمبر 1984 في قرطبة في الأرجنتين. لعب مع أرجنتينوس جونيورز وكيلمس ونادي إلتشي.

## وصلات خارجية
- حزقيال مانويل كوبو على موقع قاعدة بيانات كرة القدم.إي يو (الإنجليزية)
- حزقيال مانويل كوبو على موقع Soccerway.com (الإنجليزية)